# Мієрвалдіс Адамсонс
Міервалдіс Адамсонс (латис. Miervaldis Ādamsons; 29 червня 1910, Полтава — 23 серпня 1946, Рига) — офіцер латиських формувань СС, гауптштурмфюрер військ СС. Кавалер Лицарського хреста Залізного хреста.

## Біографія
Син агронома, управителя маєтку. Після Громадянської війни його сім'я переїхала з України до Латвії. Закінчив латиську гімназію (1927). З 1927 вивчав теологію в Латвійському університеті, під час навчання був членом студентського союзу «Lettonia». Кинув навчання і вступив на роботу в торговий флот. У середині 1930-х років, під час перебування у Франції, вступив у Французький іноземний легіон. Брав участь у бойових діях в Марокко і Тунісі; отримав звання сержанта. У 1936 році повернувся до Латвії, працював у відділі інформації на латиську радіо. У 1938 році вступив в Латиську національну армію. Служив у 4-му Валмієрському, потім у 8-му Даугавпільскому піхотному полках. У 1939 році вийшов у відставку унтер-офіцером, працював в сільському господарстві; був членом націоналістичної організації.
Після початку німецько-радянської війни вступив у латиські добровольчі формування і взяв участь в боях з радянськими частинами. 10 листопада 1941 року вступив в добровольчі поліцейські формування, служив у 26-му Тукумському поліцейському батальйоні, який дислокувався в Мінську; учасник антипартизанських операцій. При створенні Латиського добровольчого легіону СС вступив в нього. З 1 квітня 1943 року — офіцер 2-го батальйону Латиської добровольчої бригади СС, яка діяла на Ленінградському напрямку. Відзначився в боях на Волхові, де був важко поранений в голову.
Після того, як 15 грудня 1943 на базі бригади була розгорнута 19-та гренадерська дивізія військ СС, Адамсонс був зарахований в 44-й гренадерський полк військ СС і призначений командиром 6-ї роти. З грудня 1944 року бився в Курляндському котлі, знову був тяжко поранений і частково втратив зір. Більшу частину весни 1945 року провів у шпиталях у Курляндії.
Просто в шпиталі в травні 1945 року Адамсонс був узятий в полон Червоною Армією і відправлений до Мурманська, де повинен був працювати на нікелевих шахтах. Наприкінці 1945 року втік, але при спробі перейти радянсько-фінський кордон був схоплений. Визнаний винним у державній зраді і засуджений до страти. Розстріляний.
У 1993 році Вищий суд Латвії реабілітував Адамсонса.

## Звання
- Унтер-офіцер (1931)
- Унтерштурмфюрер легіону СС (1 квітня 1943)
- Оберштурмфюрер військ СС (21 червня 1944)
- Гауптштурмфюрер військ СС (1 вересня 1944)

## Нагороди
- Медаль «За зимову кампанію на Сході 1941/42» (18 березня 1943)
- Залізний хрест
  - 2-го класу (26 березня 1943)
  - 1-го класу (21 вересня 1943)
- Нагрудний знак «За поранення»
  - в чорному (15 вересня 1943)
  - в сріблі (12 квітня 1944)
  - в золоті (1 вересня 1944)
- Нагрудний знак ближнього бою в бронзі (25 серпня 1944)
- Штурмовий піхотний знак в сріблі (14 жовтня 1944)
- Лицарський хрест Залізного хреста (25 січня 1945)
- Німецький хрест в золоті
- Нарукавна стрічка «Курляндія»